# Mesaxymyia stackelbergi
Mesaxymyia stackelbergi är en tvåvingeart som beskrevs av Boris Mamaev 1968. Mesaxymyia stackelbergi ingår i släktet Mesaxymyia och familjen Axymyiidae. Inga underarter finns listade i Catalogue of Life.